# Préfecture de Sakai
La préfecture de Sakai (堺県, Saikai-ken) était de 1868 à 1881, une préfecture du Japon. Elle a été créée pendant la restauration de Meiji, et comprenait d'anciens domaines du shōgunat devenus domaine impérial (bakuryō/tenryō) dans la province d'Izumi, autour de la ville de Sakai. En 1881, l'intégralité de la préfecture est devenue partie de la préfecture d'Ōsaka.

## Géographie en 1880
Comtés (-gun) et Provinces/districts urbains (-ku, Précurseur des villes autonomes, shi de 1888/89) dans la Préfecture de Sakai après la Réorganisation des départements dans toutes les Préfectures à partir de 1878, regroupés selon les anciennes Provinces.
- Province d'Izumi
  - Sakai-ku
  - Ōtori-gun
  - Izumi-gun
  - Minami-gun
  - Hine-gun
- Province de Kawachi
  - Ishikawa-gun
  - Yakami-gun
  - Furuichi-gun
  - Asukabe-gun
  - Nishigori-gun
  - Tannan-gun
  - Shiki-gun
  - Tanboku-gun
  - Ōgata-gun
  - Shibukawa-gun
  - Kawachi-gun
  - Wakae-gun
  - Maladie-gun
  - Matta-gun
  - Katano-gun
  - Sasara-gun
- Province de Yamato (avant 1876; après 1887, Préfecture de Nara)
  - Soekami-gun
  - Yamabe-gun
  - Soejimo-gun
  - Heguri-gun
  - Shikijō-gun
  - Shikige-gun
  - Toichi-gun
  - Uda-gun
  - Takaichi-gun
  - Hirose-gun
  - Katsuge-gun
  - Katsujō-gun
  - Oshimi-gun
  - Uchi-gun
  - Yoshino-gun

## Gouverneurs

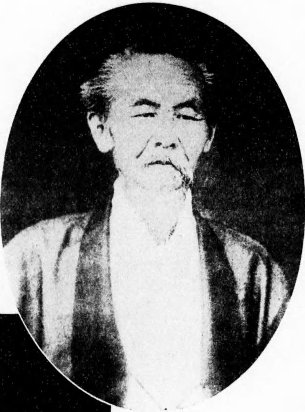
Ogō Kazutoshi, d' Oka, dans la Province de Bungo, Gouverneur de Sakai 1868-1870.
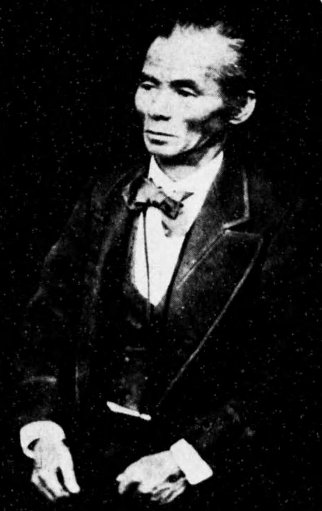
Saisho Atsushi de Satsuma, après la Restauration, tout d'abord, pour une courte période, Gouverneur de Kawachi et de Hyōgo, 1870-1881 Gouverneur de Sakai.